# Coatesville (Pennsylvanie)
Pour les articles homonymes, voir Coatesville.
La ville de Coatesville est située dans le comté de Chester, dans le Commonwealth de Pennsylvanie, aux États-Unis. Sa population s’élevait à 13 350 habitants lors du recensement de 2020.

## Économie
Une usine d'assemblage d'hélicoptères y était implantée par Sikorsky Aircraft Corporation, Lockheed Martin Sikorsky Heliplex, qui a construit entre autres des Sikorsky S-76 et Sikorsky S-92. En juin 2019, alors que le site compte 465 employés, il est annoncé sa fermeture en fin d'année.
Le 31 mai 2023, Piasecki Helicopter annonce le rachat du site pour y installer un centre de recherche et développement  de 20 345 mètres carrés pour les aéronefs à décollage et atterrissage verticaux (ADAV) de la prochaine génération, les systèmes aériens sans pilote (UAS) et les technologies habilitantes connexes. C'est notamment là que sera construit et testé le prochain hélicoptère Piasecki PA-890, le premier hélicoptère à pile à combustible à hydrogène sans émission au monde.

## Source
- (en) Cet article est partiellement ou en totalité issu de l’article de Wikipédia en anglais intitulé « Coatesville, Pennsylvania » (voir la liste des auteurs).

1. ↑  (en) « Sikorsky Delivers Production Number 300 S-92® Helicopter to Era Group Inc », sur Lockheed Martin, 28 février 2018 (consulté le 18 juillet 2019).
2. ↑  (en) « Sikorsky helicopter plant in Chester County to close by year’s end », sur The Philadelphia Inquirer, 6 juin 2019 (consulté le 18 juillet 2019).
3. ↑  « Un nouveau départ pour Piasecki... Dans un ancien centre de Sikorsky », sur Air et Cosmos, 2 juin 2023